# Luís Mário
Luís Mário Miranda da Silva (Vigia, 1 de Novembro de 1976), é um ex-futebolista brasileiro que atuava como atacante, atualmente é gerente de futebol do Grêmio Esportivo Bagé, equipe da Divisão de Acesso do futebol gaúcho.

## Carreira
Revelado pelo Clube do Remo em 1995, o atacante Luís Mário destacou-se quando defendeu o Corinthians entre 1999 e 2000. Foi emprestado ao Grêmio, de 2001 a 2003, onde teve sua melhor fase da carreira, participando decisivamente da campanha do título da Copa do Brasil de 2001, com dois gols no primeiro jogo da decisão, contra seu ex-clube. Ainda em 2001 se destacou na boa campanha do Grêmio, no Brasileirão, marcando um gol de voleio no clássico Grenal. No clube gaúcho se destacou devido uma característica marcante em seu futebol, a velocidade, que lhe rendeu o apelido de Papa-Léguas. Em meados de 2003, entrou em litígio com o clube gaúcho e se transferiu para o Anyang LG Cheetahs da Coreia do Sul.
Foi repatriado pelo Coritiba, em 2004, participando da campanha do clube na Libertadores. Logo depois foi negociado com o Vitória de Guimarães de Portugal.
No ano seguinte voltou ao Brasil e participou da campanha que rebaixou o Atlético Mineiro para a Segunda Divisão do Brasil. Em 2006, mas mais uma vez não impediu sua nova equipe, a Ponte Preta, de cair para a Segundona. Em 2007, foi contratado pelo Botafogo, mas não conseguiu demonstrar o bom futebol de antes e acabou sendo dispensado.
Depois disso, seguiu para o St. Gallen, da Suíça. Jogou lá até o final de 2007. No começo de 2008, o Paysandu o contratou. Após o seu contrato com o clube paraense terminar, ele se transferiu para o Criciúma, onde formou dupla de ataque com o centro-avante Jardel. Ambos não conseguiram evitar o rebaixamento do clube para a Terceira Divisão do Brasil.
Em julho de 2009 quase acertou com o Santo André, porém foi reprovado nos exames médicos. Acertou então com o Mogi Mirim. em junho de 2010 acertou sua transferência para a disputa do campeonato brasileiro da série B pelo ASA de Arapiraca,  defendeu o Bragantino em 2011. Acertou em 25 de fevereiro de 2012 para o Grêmio Catanduvense para a disputa do Campeonato Paulista. Atualmente defende o Icasa.
Aposentado desde 2012, Luís Mário foi contratado para jogar o Paulista A3 em 2014. Após cogitar novamente aposentar-se, Luís Mário acertou para jogar em 2015, no Novo Hamburgo.No dia 22 de fevereiro anotou seu primeiro gol com a camisa do Novo Hamburgo conta o Passo Fundo na vitoria por 1 x 0 , este foi o gol 100 da edição de 2015 do gaúchão.

## Títulos
Remo
- Campeonato Paraense: 1995,1996

Corinthians
- Campeonato Brasileiro: 1999
- Campeonato Paulista: 1999
- Copa do Mundo de Clubes da FIFA: 2000

Grêmio
- Copa do Brasil: 2001
- Campeonato Gaúcho: 2001

Coritiba
- Campeonato Paranaense: 2004

Vitoria de Guimarães
- Taça Cidade de Vigo: 2004
- Taças Cidade de Vizela: 2004

Botafogo
- Taça Rio: 2007

### Prêmios individuais
- Taça Rio: 2011 (2 gols)